# ۴-هیدروکسی‌فنیل‌استیک اسید
۴-هیدروکسی‌فنیل‌استیک اسید (به انگلیسی: 4-Hydroxyphenylacetic acid) یک ترکیب شیمیایی با شناسه پاب‌کم ۱۲۷ است. 